# Gualtar
Gualtar is een plaats (freguesia) in de Portugese gemeente Braga en telt 3 807 inwoners (2001).